# Wahlkreis Eschwege-Witzenhausen
Der Wahlkreis Eschwege-Witzenhausen (Wahlkreis 9) ist ein Landtagswahlkreis im hessischen Werra-Meißner-Kreis. Der Wahlkreis umfasst die im Norden des Kreisgebiets gelegenen Städte und Gemeinden Berkatal, Eschwege, Großalmerode, Hessisch Lichtenau, Meinhard, Neu-Eichenberg, Bad Sooden-Allendorf, Wanfried, Witzenhausen und den Gutsbezirk Kaufunger Wald. Durch Gesetz vom 18. Dezember 2017 (GVBl. S. 478) wurde außerdem die bis dahin zum Wahlkreis Kassel-Land II gehörende Gemeinde Nieste dem Wahlkreis zugeschlagen.
Der Wahlkreis besteht weitgehend in seiner jetzigen Form seit dem 1. Januar 1983, vorher gehörten Großalmerode, Hessisch Lichtenau, Neu-Eichenberg, Bad Sooden-Allendorf, Witzenhausen und der Forstgutsbezirk Kaufunger Wald zum Wahlkreis 6 sowie Berkatal, Eschwege, Meinhard und Wanfried zum Wahlkreis 7.

## Wahl 2023
| Landtagswahl in Hessen 2023 – WK Eschwege-WitzenhausenZweitstimmen %403020100 31,1 %21,1 %19,8 %11,0 %5,0 %3,7 %3,5 %1,7 %1,0 %2,0 % CDUSPDAfDGrüneFWFDPLinkeTierschutzPARTEISonst.Gewinne und Verlusteim Vergleich zu 2018 %p 8 6 4 2 0 −2 −4 −6+6,7 %p−5,7 %p+7,1 %p−6,0 %p+0,3 %p−2,0 %p−2,5 %p+0,9 %p+0,5 %p+0,6 %pCDUSPDAfDGrüneFWFDPLinkeTierschutzPARTEISonst. |

| Gegenstand der Nachweisung | Gegenstand der Nachweisung | Erst- stimmen | Erst- stimmen | Zweit- stimmen | Zweit- stimmen |
| Bewerber                   | Partei                     | Anzahl        | %             | Anzahl         | %              |
| -------------------------- | -------------------------- | ------------- | ------------- | -------------- | -------------- |
| Wahlberechtigte            | Wahlberechtigte            | 62.258        | 62.258        | 62.258         | 62.258         |
| Wähler                     | Wähler                     | 41.352        | 41.352        | 41.352         | 66,4           |
| Ungültige Stimmen          | Ungültige Stimmen          | 1.111         | 2,7           | 1.067          | 2,6            |
| Gültige Stimmen            | Gültige Stimmen            | 40.241        | 97,3          | 40.285         | 97,4           |
| davon                      |                            |               |               |                |                |
| Stefan Schneider           | CDU                        | 11.721        | 29,1          | 12.532         | 31,1           |
| Felix Martin               | GRÜNE                      | 4.422         | 11,0          | 4.445          | 11,0           |
| Knut John                  | SPD                        | 10.445        | 26,0          | 8.491          | 21,1           |
| Gregor Ickert              | AfD                        | 7.421         | 18,4          | 7.976          | 19,8           |
| Michael Göbel              | FDP                        | 1.423         | 3,5           | 1.490          | 3,7            |
| Silvia Hable               | Die Linke                  | 1.567         | 3,9           | 1.397          | 3,5            |
| Lorenz Faßhauer            | Freie Wähler               | 2.499         | 6,2           | 2.034          | 5,0            |
|                            | Tierschutzpartei           |               |               | 696            | 1,7            |
| Julian Prescher            | Die PARTEI                 | 743           | 1,8           | 413            | 1,0            |
|                            | Piraten                    |               |               | 113            | 0,3            |
|                            | ÖDP                        | 78            | 0,2           |                |                |
|                            | P. f. schulm. Verjf.       | 19            | 0,0           |                |                |
|                            | V-Partei³                  | 103           | 0,3           |                |                |
|                            | PdH                        | 39            | 0,1           |                |                |
|                            | ABG                        | 61            | 0,2           |                |                |
|                            | APPD                       | 29            | 0,1           |                |                |
|                            | Basis                      | 173           | 0,4           |                |                |
|                            | DKP                        | 42            | 0,1           |                |                |
|                            | DIE NEUE MITTE             | 22            | 0,1           |                |                |
|                            | Volt                       | 79            | 0,2           |                |                |
|                            | Klimaliste                 | 53            | 0,1           |                |                |

## Wahl 2018
| Gegenstand der Nachweisung | Gegenstand der Nachweisung | Wahlkreis- stimmen | Wahlkreis- stimmen | Landes- stimmen | Landes- stimmen |
| Kreiswahlbewerber/in       | Partei                     | Anzahl             | %                  | Anzahl          | %               |
| -------------------------- | -------------------------- | ------------------ | ------------------ | --------------- | --------------- |
| Wahlberechtigte            | Wahlberechtigte            | 60.432             | 100,0              | 60.432          | 100,0           |
| Wähler                     | Wähler                     | 39.034             | 64,6               | 39.034          | 64,6            |
| Ungültige Stimmen          | Ungültige Stimmen          | 1.129              | 2,9                | 1.085           | 2,8             |
| Gültige Stimmen            | Gültige Stimmen            | 37.905             | 100,0              | 37.949          | 100,0           |
| davon                      |                            |                    |                    |                 |                 |
| Dirk Landau                | CDU                        | 9.943              | 26,2               | 9.322           | 24,6            |
| Knut John                  | SPD                        | 11.212             | 29,2               | 10.069          | 26,5            |
| Felix Martin               | GRÜNE                      | 5.801              | 15,3               | 6.479           | 17,1            |
| Dorothea Volland           | LINKE                      | 2.149              | 5,7                | 2.272           | 6,0             |
| Michael Göbel              | FDP                        | 2.008              | 5,3                | 2.191           | 5,8             |
| Klaus-Dirk Schenk          | AfD                        | 4.513              | 11,9               | 4.757           | 12,5            |
| –                          | PIRATEN                    | x                  | x                  | 121             | 0,3             |
| Andreas Hölzel             | FREIE WÄHLER               | 2.279              | 6,0                | 1.837           | 4,8             |
| –                          | NPD                        | x                  | x                  | 48              | 0,1             |
| –                          | Die PARTEI                 | x                  | x                  | 184             | 0,5             |
| –                          | ÖDP                        | x                  | x                  | 73              | 0,2             |
| –                          | Die Grauen                 | x                  | x                  | 41              | 0,1             |
| –                          | BüSo                       | x                  | x                  | 2               | 0,0             |
| –                          | AD-Demokraten              | x                  | x                  | 10              | 0,0             |
| –                          | Bündnis C                  | x                  | x                  | 21              | 0,1             |
| –                          | BGE                        | x                  | x                  | 62              | 0,2             |
| –                          | Die Violetten              | x                  | x                  | 22              | 0,1             |
| –                          | LKR                        | x                  | x                  | 13              | 0,0             |
| –                          | Menschliche Welt           | x                  | x                  | 16              | 0,0             |
| –                          | Die Humanisten             | x                  | x                  | 19              | 0,1             |
| –                          | Gesundheitsforschung       | x                  | x                  | 43              | 0,1             |
| –                          | Tierschutzpartei           | x                  | x                  | 305             | 0,8             |
| –                          | V-Partei³                  | x                  | x                  | 41              | 0,1             |

Neben dem erstmals direkt gewählten Wahlkreisgewinner Knut John (SPD) wurde der Grünen-Kandidat Felix Martin über die Landesliste seiner Partei in den Landtag gewählt. Dagegen schied der bisherige CDU-Abgeordnete Dirk Landau aus dem Landtag aus, da die Landesliste seiner Partei wegen der hohen Verluste der CDU nicht mehr zog.

## Wahl 2013
| Gegenstand der Nachweisung  | Gegenstand der Nachweisung | Wahlkreis- stimmen | Wahlkreis- stimmen | Landes- stimmen | Landes- stimmen |
| Kreiswahlbewerber/in        | Partei                     | Anzahl             | %                  | Anzahl          | %               |
| --------------------------- | -------------------------- | ------------------ | ------------------ | --------------- | --------------- |
| Wahlberechtigte             | Wahlberechtigte            | 60.417             | 100,0              | 60.417          | 100,0           |
| Wähler                      | Wähler                     | 43.773             | 72,5               | 43.773          | 72,5            |
| Ungültige Stimmen           | Ungültige Stimmen          | 1.541              | 3,5                | 1.496           | 3,4             |
| Gültige Stimmen             | Gültige Stimmen            | 42.232             | 100,0              | 42.277          | 100,0           |
| davon                       |                            |                    |                    |                 |                 |
| Dirk Landau                 | CDU                        | 15.871             | 37,6               | 14.427          | 34,1            |
| Lothar Quanz                | SPD                        | 18.200             | 43,1               | 16.186          | 38,3            |
| Max Grotepaß                | FDP                        | 795                | 1,9                | 1.447           | 3,4             |
| Sigrid Erfurth              | GRÜNE                      | 3.288              | 7,8                | 3.785           | 9,0             |
| Waltraud Eisenträger-Tomčuk | LINKE                      | 2.724              | 6,5                | 2.558           | 6,1             |
|                             | FREIE WÄHLER               | x                  | x                  | 429             | 1,0             |
|                             | NPD                        | x                  | x                  | 367             | 0,9             |
|                             | REP                        | x                  | x                  | 55              | 0,1             |
|                             | PIRATEN                    | x                  | x                  | 596             | 1,4             |
|                             | BüSo                       | x                  | x                  | 15              | 0,0             |
|                             | ADd                        | x                  | x                  | 55              | 0,1             |
|                             | Die Grauen                 | x                  | x                  | 27              | 0,1             |
| Günter Kuhlmann             | AfD                        | 1.354              | 3,2                | 2.019           | 4,8             |
|                             | AVIP                       | x                  | x                  | 35              | 0,1             |
|                             | LUPe                       | x                  | x                  | 4               | 0,0             |
|                             | ÖDP                        | x                  | x                  | 39              | 0,1             |
|                             | Die PARTEI                 | x                  | x                  | 217             | 0,5             |
|                             | PSG                        | x                  | x                  | 16              | 0,0             |

Neben Lothar Quanz als Gewinner des Direktmandats sind aus dem Wahlkreis noch Dirk Landau und Sigrid Erfurth über die jeweilige Landesliste in den Landtag eingezogen.

## Wahl 2009
| Gegenstand der Nachweisung  | Gegenstand der Nachweisung | Wahlkreis- stimmen | Wahlkreis- stimmen | Landes- stimmen | Landes- stimmen |
| Bewerber                    | Partei                     | Anzahl             | %                  | Anzahl          | %               |
| --------------------------- | -------------------------- | ------------------ | ------------------ | --------------- | --------------- |
| Wahlberechtigte             | Wahlberechtigte            | 61.850             | 100,0              | 61.850          | 100,0           |
| Wähler                      | Wähler                     | 37.788             | 61,1               | 37.788          | 61,1            |
| Ungültige Stimmen           | Ungültige Stimmen          | 1.568              | 4,1                | 1.551           | 4,1             |
| Gültige Stimmen             | Gültige Stimmen            | 36.220             | 100,0              | 36.237          | 100,0           |
| davon                       |                            |                    |                    |                 |                 |
| Dirk Landau                 | CDU                        | 14.117             | 39,0               | 12.895          | 35,6            |
| Lothar Quanz                | SPD                        | 13.470             | 37,2               | 11.961          | 33,0            |
| Erhard Niklass              | FDP                        | 2.902              | 8,0                | 4.526           | 12,5            |
| Sigrid Erfurth              | GRÜNE                      | 2.728              | 7,5                | 3.386           | 9,3             |
| Waltraud Eisenträger-Tomčuk | LINKE                      | 1.775              | 4,9                | 2.119           | 5,8             |
|                             | REP                        | –                  | –                  | 111             | 0,3             |
| Jutta Heldmann              | FREIE WÄHLER               | 865                | 2,4                | 721             | 2,0             |
| Maik Mosebach               | NPD                        | 363                | 1,0                | 329             | 0,9             |
|                             | PIRATEN                    | –                  | –                  | 144             | 0,4             |
|                             | BüSo                       | –                  | –                  | 45              | 0,1             |

Neben Dirk Landau als Gewinner des Direktmandats sind aus dem Wahlkreis noch Lothar Quanz und Sigrid Erfurth über die Landesliste in den Landtag eingezogen.

## Wahl 2008
| Gegenstand der Nachweisung | Gegenstand der Nachweisung | Wahlkreis- stimmen | Wahlkreis- stimmen | Landes- stimmen | Landes- stimmen |
| Bewerber                   | Partei                     | Anzahl             | %                  | Anzahl          | %               |
| -------------------------- | -------------------------- | ------------------ | ------------------ | --------------- | --------------- |
| Wahlberechtigte            | Wahlberechtigte            | 62.660             | 100,0              | 62.660          | 100,0           |
| Wähler                     | Wähler                     | 39.566             | 63,1               | 39.564          | 63,1            |
| Ungültige Stimmen          | Ungültige Stimmen          | 1.485              | 3,8                | 1.280           | 3,2             |
| Gültige Stimmen            | Gültige Stimmen            | 38.079             | 100,0              | 38.284          | 100,0           |
| davon                      |                            |                    |                    |                 |                 |
| Dirk Landau                | CDU                        | 13.331             | 35,0               | 12.413          | 32,4            |
| Lothar Quanz               | SPD                        | 17.565             | 46,1               | 16.751          | 43,8            |
| Sigrid Erfurth             | GRÜNE                      | 2.620              | 6,9                | 2.476           | 6,5             |
| Erhard Niklass             | FDP                        | 1.941              | 5,1                | 2.696           | 7,0             |
|                            | REP                        | –                  | –                  | 209             | 0,5             |
|                            | Die Tierschutzpartei       | –                  | –                  | 199             | 0,5             |
|                            | BüSo                       | –                  | –                  | 13              | 0,0             |
|                            | PSG                        | –                  | –                  | 21              | 0,1             |
|                            | Volksabstimmung            | –                  | –                  | 47              | 0,1             |
|                            | GRAUE                      | –                  | –                  | 72              | 0,2             |
| Sonja Biermann-Hirth       | LINKE                      | 1.997              | 5,2                | 2.544           | 6,6             |
|                            | Die Violetten              | –                  | –                  | 41              | 0,1             |
|                            | FAMILIE                    | –                  | –                  | 127             | 0,3             |
| Andreas Hölzel             | FREIE WÄHLER               | 625                | 1,6                | 293             | 0,8             |
|                            | NPD                        | –                  | –                  | 296             | 0,8             |
|                            | PIRATEN                    | –                  | –                  | 62              | 0,2             |
|                            | UB                         | –                  | –                  | 24              | 0,1             |

## Wahl 2003
| Gegenstand der Nachweisung | Gegenstand der Nachweisung | Wahlkreis- stimmen | Wahlkreis- stimmen | Landes- stimmen | Landes- stimmen |
| Bewerber                   | Partei                     | Anzahl             | %                  | Anzahl          | %               |
| -------------------------- | -------------------------- | ------------------ | ------------------ | --------------- | --------------- |
| Wahlberechtigte            | Wahlberechtigte            | 64.668             | 100,0              | 64.668          | 100,0           |
| Wähler                     | Wähler                     | 41.240             | 63,8               | 41.240          | 63,8            |
| Ungültige Stimmen          | Ungültige Stimmen          | 1.324              | 3,2                | 1.120           | 2,7             |
| Gültige Stimmen            | Gültige Stimmen            | 39.916             | 100,0              | 40.120          | 100,0           |
| davon                      |                            |                    |                    |                 |                 |
| Uwe Brückmann              | CDU                        | 18.618             | 46,6               | 17.630          | 43,9            |
| Lothar Quanz               | SPD                        | 16.857             | 42,2               | 15.569          | 38,8            |
| Sigrid Erfurth             | GRÜNE                      | 2.643              | 6,6                | 2.988           | 7,4             |
| Norbert Stieling           | FDP                        | 1.798              | 4,5                | 2.628           | 6,6             |
|                            | REP                        | –                  | –                  | 458             | 1,1             |
|                            | Die Tierschutzpartei       | –                  | –                  | 282             | 0,7             |
|                            | DIE FRAUEN                 | –                  | –                  | 118             | 0,3             |
|                            | PBC                        | –                  | –                  | 49              | 0,1             |
|                            | DKP                        | –                  | –                  | 60              | 0,1             |
|                            | ödp                        | –                  | –                  | 27              | 0,1             |
|                            | BüSo                       | –                  | –                  | 15              | 0,0             |
|                            | FAG Hessen                 | –                  | –                  | 25              | 0,1             |
|                            | PSG                        | –                  | –                  | 28              | 0,1             |
|                            | Schill                     | –                  | –                  | 243             | 0,6             |

Uwe Brückmann legte am 30. September 2003 sein Landtagsmandat nieder, für ihn rückte Dirk Landau nach.

## Wahl 1999
| Gegenstand der Nachweisung | Gegenstand der Nachweisung | Wahlkreis- stimmen | Wahlkreis- stimmen | Landes- stimmen | Landes- stimmen |
| Bewerber                   | Partei                     | Anzahl             | %                  | Anzahl          | %               |
| -------------------------- | -------------------------- | ------------------ | ------------------ | --------------- | --------------- |
| Wahlberechtigte            | Wahlberechtigte            | 66.096             | 100,0              | 66.096          | 100,0           |
| Wähler                     | Wähler                     | 45.258             | 68,5               | 45.258          | 68,5            |
| Ungültige Stimmen          | Ungültige Stimmen          | 816                | 1,8                | 784             | 1,7             |
| Gültige Stimmen            | Gültige Stimmen            | 44.442             | 100,0              | 44.474          | 100,0           |
| davon                      |                            |                    |                    |                 |                 |
| Uwe Brückmann              | CDU                        | 15.907             | 35,8               | 15.410          | 34,6            |
| Lothar Quanz               | SPD                        | 23.133             | 52,1               | 22.368          | 50,3            |
| Sigrid Erfurth             | GRÜNE                      | 2.075              | 4,7                | 2.225           | 5,0             |
| Ulrike Reinhardt           | F.D.P.                     | 1.392              | 3,1                | 1.896           | 4,3             |
| Brigitta Schülbe           | REP                        | 1.450              | 3,3                | 1.284           | 2,9             |
|                            | Die Tierschutzpartei       | –                  | –                  | 158             | 0,4             |
|                            | DIE FRAUEN                 | –                  | –                  | 92              | 0,2             |
|                            | PASS                       | –                  | –                  | 30              | 0,1             |
|                            | DKP                        | –                  | –                  | 41              | 0,1             |
|                            | BüSo                       | –                  | –                  | 3               | 0,0             |
|                            | FWG                        | –                  | –                  | 454             | 1,0             |
|                            | PBC                        | –                  | –                  | 53              | 0,1             |
|                            | DHP                        | –                  | –                  | 6               | 0,0             |
| Manfred Gundlach           | NATURGESETZ                | 142                | 0,3                | 77              | 0,2             |
|                            | ödp                        | –                  | –                  | 13              | 0,0             |
|                            | NPD                        | –                  | –                  | 38              | 0,1             |
| Volker-Paul Vey            | BFB-Die Offensive          | 343                | 0,8                | 326             | 0,7             |

## Wahl 1995
| Gegenstand der Nachweisung | Gegenstand der Nachweisung | Wahlkreis- stimmen | Wahlkreis- stimmen | Landes- stimmen | Landes- stimmen |
| Bewerber                   | Partei                     | Anzahl             | %                  | Anzahl          | %               |
| -------------------------- | -------------------------- | ------------------ | ------------------ | --------------- | --------------- |
| Wahlberechtigte            | Wahlberechtigte            | 67.566             | 100,0              | 67.566          | 100,0           |
| Wähler                     | Wähler                     | 46.179             | 68,3               | 46.179          | 68,3            |
| Ungültige Stimmen          | Ungültige Stimmen          | 1.447              | 3,1                | 1.435           | 3,1             |
| Gültige Stimmen            | Gültige Stimmen            | 44.732             | 100,0              | 44.744          | 100,0           |
| davon                      |                            |                    |                    |                 |                 |
| Lothar Quanz               | SPD                        | 22.553             | 50,4               | 21.577          | 48,2            |
| Uwe Brückmann              | CDU                        | 16.374             | 36,6               | 15.150          | 33,9            |
| Sigrid Erfurth             | GRÜNE                      | 3.277              | 7,3                | 3.674           | 8,2             |
| Axel Behnke                | F.D.P.                     | 2.292              | 5,1                | 3.281           | 7,3             |
|                            | ÖDP                        | –                  | –                  | 32              | 0,1             |
|                            | GRAUE                      | –                  | –                  | 123             | 0,3             |
|                            | REP                        | –                  | –                  | 441             | 1,0             |
|                            | Solidarität                | –                  | –                  | 4               | 0,0             |
|                            | APD                        | –                  | –                  | 89              | 0,2             |
|                            | DKP                        | –                  | –                  | 40              | 0,1             |
|                            | NPD                        | –                  | –                  | 54              | 0,1             |
|                            | DHP                        | –                  | –                  | 6               | 0,0             |
|                            | f.NEP                      | –                  | –                  | 27              | 0,1             |
| Manfred Gundlach           | NATURGESETZ                | 236                | 0,5                | 119             | 0,3             |
|                            | BFB                        | –                  | –                  | 36              | 0,1             |
|                            | PBC                        | –                  | –                  | 58              | 0,1             |
|                            | STATT Partei               | –                  | –                  | 33              | 0,1             |

## Wahl 1991
| Gegenstand der Nachweisung | Gegenstand der Nachweisung | Wahlkreis- stimmen | Wahlkreis- stimmen | Landes- stimmen | Landes- stimmen |
| Bewerber                   | Partei                     | Anzahl             | %                  | Anzahl          | %               |
| -------------------------- | -------------------------- | ------------------ | ------------------ | --------------- | --------------- |
| Wahlberechtigte            | Wahlberechtigte            | 68.577             | 100,0              | 68.577          | 100,0           |
| Wähler                     | Wähler                     | 50.696             | 73,9               | 50.696          | 73,9            |
| Ungültige Stimmen          | Ungültige Stimmen          | 1.091              | 2,2                | 1.120           | 2,2             |
| Gültige Stimmen            | Gültige Stimmen            | 49.605             | 100,0              | 49.576          | 100,0           |
| davon                      |                            |                    |                    |                 |                 |
| Uwe Brückmann              | CDU                        | 17.117             | 34,5               | 16.894          | 34,1            |
| Erika Wagner               | SPD                        | 26.678             | 53,8               | 25.346          | 51,1            |
| Hans-Albert Lennartz       | GRÜNE                      | 3.023              | 6,1                | 3.274           | 6,6             |
| Wolfgang Höfert            | F.D.P.                     | 2.787              | 5,6                | 3.275           | 6,6             |
|                            | REP                        | –                  | –                  | 426             | 0,9             |
|                            | DIE GRAUEN                 | –                  | –                  | 213             | 0,4             |
|                            | ÖDP                        | –                  | –                  | 70              | 0,1             |
|                            | PBC                        | –                  | –                  | 78              | 0,2             |

## Wahl 1987
|                            | Partei            | Anzahl | %     |
| -------------------------- | ----------------- | ------ | ----- |
| Wahlberechtigte            | Wahlberechtigte   | 66.594 | 100,0 |
| Wähler                     | Wähler            | 55.703 | 83,6  |
| Ungültige Stimmen          | Ungültige Stimmen | 525    | 0,9   |
| Gültige Stimmen            | Gültige Stimmen   | 55.178 | 100,0 |
| davon                      |                   |        |       |
| Erika Wagner               | SPD               | 28.393 | 51,5  |
| Dietrich Meister           | CDU               | 19.355 | 35,1  |
| Werner Sieland             | F.D.P.            | 3.724  | 6,7   |
| Corinna Bartholomäus-Sense | GRÜNE             | 3.555  | 6,4   |
| Barbara Regitz             | DKP               | 151    | 0,3   |

## Wahl 1983
|                   | Partei            | Anzahl | %     |
| ----------------- | ----------------- | ------ | ----- |
| Wahlberechtigte   | Wahlberechtigte   | 66.941 | 100,0 |
| Wähler            | Wähler            | 57.910 | 86,5  |
| Ungültige Stimmen | Ungültige Stimmen | 533    | 0,9   |
| Gültige Stimmen   | Gültige Stimmen   | 57.377 | 100,0 |
| davon             |                   |        |       |
| Dietrich Meister  | CDU               | 19.023 | 33,2  |
| Erika Wagner      | SPD               | 31.677 | 55,2  |
| Marianne Brendel  | GRÜNE             | 2.267  | 4,0   |
| Joachim Fehr      | F.D.P.            | 4.117  | 7,2   |
| Jürgen Wittmann   | DKP               | 130    | 0,2   |
| Jörg Schäfer      | LD                | 163    | 0,3   |

## Bisherige Wahlkreissieger
Direkt gewählte Abgeordnete des Wahlkreises Eschwege-Witzenhausen waren:
| Jahr | Direktkandidat | Partei | Stimmen in % |
| ---- | -------------- | ------ | ------------ |
| 2018 | Knut John      | SPD    | 29,6         |
| 2013 | Lothar Quanz   | SPD    | 43,1         |
| 2009 | Dirk Landau    | CDU    | 39,0         |
| 2008 | Lothar Quanz   | SPD    | 46,1         |
| 2003 | Uwe Brückmann  | CDU    | 46,6         |
| 1999 | Lothar Quanz   | SPD    | 52,1         |
| 1995 | Lothar Quanz   | SPD    | 50,4         |
| 1991 | Erika Wagner   | SPD    | 53,8         |
| 1987 | Erika Wagner   | SPD    | 51,5         |
| 1983 | Erika Wagner   | SPD    | 55,2         |